# TWiki
«TWiki» — є структурованою вікі і зазвичай використовується як майданчик співпраці, система керування знаннями чи управління документами, база знань, чи як будь-який інший спільно-використовуваний застосунок — також можливе використання у формі блогу. Web-наповнення можна створювати колективно використовуючи лише браузер у середовищі Internet чи intranet. TWiki дає можливість користувачам без навичок програмування створювати додатки вікі, а — розробникам розширювати функціональність з допомогою додатків.

## Вступ
TWiki може використовуватися як спільно використовувана дошка для письма подібно до будь-якої іншої вікі. TWiki також надає можливість користувачам створювати прості (на основі форм) вебзастосування без потреби програмування. Інші вдосконалення — система контролю версій, добре деталізований контроль доступу (хоча є можливість працювати у режимі без аутентифікації), змінні для налаштування, змінний текст, включення документу в документ, повідомлення на електронну пошту, RSS/Atom, вкладені пошуки, SSI, долучення файлів.
TWiki містить інструментарій плагінів, що породив більше 275 додатків для поєднання з базами даних, утворення діаграм, теги, сортування таблиць, запис електронних таблиць, створення галереї зображень та слайдшоу, утворення малюнків, написання блогів, рисування усіх видів графіків, інтерфейсу до багатьох схем ідентифікації, відслідковування проектів екстремального програмування тощо.
Для шаблонів TWiki є купа жупанів, тем та CSS (на користувача), і це дає можливість утворювати сучасні вікі-сайти. Є справді хороша підтримка для інтернаціоналізації ('I18n'), що дає можливість використовувати декілька кодових таблиць, URL-посилання у UTF-8, а інтерфейс користувача був перекладений на декілька мов, у наш час[коли?] доступні китайська, чеська, голландська, французька, німецька, італійська, японська, польська, португальська, російська, іспанська та шведська.
Легкість її системи контролю версій та наявність списків прав доступу робить TWiki особливо корисним для вікі установ та корпоративних сайтів (за оцінками десь близько 40000 сайтів на травень 2007), а в той же час інші функції роблять її популярною для Internet вікі-сайтів (оцінка — близько 20000 сайтів). TWiki реалізоване на мові Perl і є вільним та відкритим програмним забезпеченням та розповсюджується під ліцензією GPL. Воно також доступне у формі віртуальних застосунків.

## Основні можливості
- Контроль версій — complete audit trail, also for meta data such as access control settings
- Добре деталізований контроль доступу за групами користувачів
- Розвинена мова розмітки, легкий до навчання
- WYSIWYG-редактор
- Динамічний генератор вмісту за допомогою TWiki-змінних
- Не потребує бази даних (усе запам'ятовується у текстових файлах)
- Структурована інформація може бути захоплена з допомогою форм
- Користувачі без навичок програмування можуть створювати wiki-застосування
- Сотні плаґінів
- Налаштовувані бічну, верхню та нижню панелі

## Версії
TWiki має невисокі вимоги до сервера: Perl, GNU diff та GNU grep. Додаткова система контролю версій RCS є необов'язкова, оскільки вже існує її повний еквівалент на Perl.
Імена в круглих дужках, які бачите нижче, — кодові імена версій в ході циклів розробки.
- Звантаження останньої версії [Архівовано 19 грудня 2012 у Wayback Machine.], звантаження віртуальної машини [Архівовано 10 червня 2011 у Wayback Machine.], звантаження для Windows TWiki Personal [Архівовано 27 вересня 2011 у Wayback Machine.]
- Версія TWiki-4.2.0 (22 січня 2008 р.) (Freetown/Вільне місто)
- Версія TWiki-4.1.2 (3 травня 2007 р.) (Edinburgh/Единбург)
- Версія TWiki-4.0.5 (24 жовтня 2006 р.) (Dakar/Дакар)
- Версія TWiki від 4 вересня 2004 р. (Cairo/Каїр)
- Версія TWiki від 1 лютого 2003 р. (Beijing/Пекін)
- Версія TWiki від 1 грудня 2001 р. (Athens/Афіни)
- Версія TWiki від 1 вересня 2001 р.
- Версія TWiki від 1 грудня 2000 р.
- Версія TWiki від 1 травня 2000 р.

Також див. детальну історію про версії TWiki.

## Wiki спільноти TWiki.org
TWiki.org має загальнодоступну Wiki об'ємом близько 50000 сторінок, присвячених як TWiki так і технології wiki взагалі:
- Вікі розробника [Архівовано 31 серпня 2007 у Wayback Machine.](англ.): співпраця по wiki-технологіях та розробка базового двигуна TWiki
- Вікі щодо TWiki [Архівовано 5 жовтня 2007 у Wayback Machine.](англ.): документація щодо ПЗ TWiki
- Вікі по додаткам [Архівовано 9 травня 2008 у Wayback Machine.](англ.): пакет та список розширень TWiki (плагіни, доповнення, жупани, додатки до коду)
- Вікі підтримки [Архівовано 5 жовтня 2007 у Wayback Machine.](англ.): підтримка користувачів та адміністраторів TWiki

## Деякі відомі сайти, що працюють на TWiki
- CERN Webs [Архівовано 3 квітня 2008 у Wayback Machine.] — Лабораторія CERN
- Java.net — он-лайн енциклопедія для розробників Java
- Biowiki [Архівовано 29 грудня 2007 у Wayback Machine.] — для проектів комп'ютерного моделювання у біології в університеті Берклі
- IntelliJ Community Wiki [Архівовано 11 липня 2006 у Wayback Machine.] — wiki для розробників
- BEAs dev2dev wiki [Архівовано 27 грудня 2007 у Wayback Machine.] — wiki для розробників
- Вебдослідження: Стенфордська лабораторія «Biometrics Dextrous Manipulation»
- Дослідження з фізики у вебі [Архівовано 22 березня 2005 у Wayback Machine.] — Оксфордський проект «Atlas Physics»
- Harvard Students Web [Архівовано 19 серпня 2007 у Wayback Machine.] — гарвардська спільнота студентів фізиків

## Зовнішні посилання
- twiki.org [Архівовано 12 липня 2006 у Wayback Machine.] — офіційний сайт TWiki
- TWIKI.NET [Архівовано 12 квітня 2013 у Wayback Machine.] — компанія, що забезпечує комерційне встановлення та підтримку щодо TWiki
- Список встановлень TWiki [Архівовано 16 липня 2006 у Wayback Machine.](англ.)
- Історії успішного використання TWiki [Архівовано 31 серпня 2007 у Wayback Machine.](англ.)
- Foswiki [Архівовано 5 серпня 2013 у Wayback Machine.] — форк TWiki
- Системы управления сайтом — TWiki [Архівовано 2 січня 2008 у Wayback Machine.] (рос.)